# Kongeparrets Priser
Kongeparrets Priser (tidligere Kronprinsparrets Priser) er indstiftet af Bikubenfonden i anledning af Kronprins Frederik og Kronprinsesse Marys bryllup den 14. maj 2004. Oprindeligt var der tale om to priser, henholdsvis Kronprinsparrets Kulturpris og Den Velgørende Donation, men fra og med prisuddelingen i 2009 er navnet det nuværende. Der er tale om tre priser, der uddeles årligt: Kulturprisen, den sociale pris og en stjernedryspris, af sidstnævnte uddeles der to.
Der har tidligere været forskellige mønstre for uddelingen af priserne; således blev kulturprisen og den sociale pris på et tidspunkt uddelt hvert andet år (så der blev uddelt en pris hvert år), og nogle priser havde andre navne. 
Uddelingen af priserne sker en gang om året ved et kulturelt arrangement forskellige steder. I 2013 blev Kronprinsparrets priser uddelt i Operahuset i Sydney den 28. oktober 2013. I 2017 blev Kronprinsparrets Priser afholdt den 25. november 2017 i Jysk Musikteater i Silkeborg.
Formål – citat fra den officielle hjemmeside
| Citat | Formålet med Kronprinsparrets Priser er at synliggøre og anerkende den ekstraordinære præstation inden for dansk kultur og socialt arbejde. | Citat |
|       | |       |

## Prismodtagere

### Kronprinsparrets Kulturpris
- 2005: Filminstruktør Per Fly
- 2006: Kunstner Olafur Eliasson
- 2007: Skuespiller Sonja Richter
- 2008: Musiker Tina Dickow
- 2009: Musiker Andreas Brantelid
- 2010: Ingen prisuddeling dette år i denne kategori
- 2011: Arkitekt Bjarke Ingels
- 2012: Tegner og forfatter Jakob Martin Strid
- 2013: Det kunstneriske hold bag dramaserierne "Forbrydelsen", sæson 1-3 og "Borgen", sæson 1-2
- 2014: Designer Cecilie Manz
- 2015: Teaterinstruktør Elisa Kragerup
- 2016: Filminstruktør Tobias Lindholm
- 2017: Samplere og komponister Martin Højland og Simon Dokkedal (Den Sorte Skole)
- 2018: Forfatter Kim Leine[3]
- 2019: Operasangerinden Elsa Dreisig
- 2020: Skuespiller Danica Curcic
- 2021: Kunstnergruppen Superflex[4]
- 2022: Teaterinstruktør Tue Biering[5]
- 2023: Designer Henrik Vibskov[6]

### Kronprinsparrets Sociale Pris
- 2005: Red Barnet
- 2006: Julemærkefonden
- 2007: Ventilen
- 2008: Morgencaféen for Hjemløse
- 2009: Ingen prisuddeling i denne kategori
- 2010: Landsforeningen af Væresteder
- 2011: Ingen prisuddeling dette år i denne kategori
- 2012: Ungdommens Røde Kors
- 2013: Natteravnene
- 2014: TUBA (Terapi og rådgivning for Unge som er Børn af Alkoholmisbrugere)
- 2015: 'Mind Your Own Business'
- 2016: Børn, Unge & Sorg
- 2017: DIGNITY - Dansk Institut Mod Tortur
- 2018: Foreningen Grønlandske Børn[3]
- 2019: Bydelsmødre
- 2020: Kofoeds Skole
- 2021: Mødrehjælpen[4]
- 2022: GAME
- 2023: Social Drive Out[6]

### Kronprinsparrets Stjernedryspris
- 2009: Fotograf Joakim Eskildsen og musiker Nanna Øland Fabricius alias Oh Land
- 2010: Ingen prisuddeling i denne kategori
- 2011: Forfatter Josefine Klougart og rockbandet The William Blakes
- 2012: Sanger og sangskriver Nive Nielsen og akkordeonist Bjarke Mogensen
- 2013: Sangerinde og sangskriver MØ alias Karen Marie Ørsted og violinisten Rune Tonsgaard Sørensen
- 2014: Fotograf Lærke Posselt og skuespiller Johanne Louise Schmidt
- 2015: Forfatter og billedkunstner Amalie Smith og designer Mark Tan
- 2016: Musiker og mundharpist Mathias Heise og tegnestuen Johansen Skovsted Arkitekter
- 2017: Beklædningsdesigner Ceicilie Bahnsen og podcasten Third Ear ved Tim Hinman og Krister Moltzen
- 2018: Filminstruktør Annika Berg og den socialeforening Fundamentet[3]
- 2019: Sangskriver og sangerinde Jada samt den socialøkonomiske virksomhed FRAK.
- 2020: Koreograf Sebastian Kloborg og den sociale organisation De Anbragtes Vilkår
- 2021: Musiker Erika de Casier og rådgivningstilbuddet RedenUng[4]
- 2022: Cellist Josefine Opsahl og Social Sundhed[5]
- 2023: Kunstnerduoen How to Kill a Dog (Emma Sehested Høeg og Jennifer Vedsted Christiansen)[6]

### Kronprinsparrets Nytænkningspris
- 2010: Baglandet og Værestedet Amarngivat

### Kronprinsparrets Sociale Stjernedryspris
- 2023: Det sociale tilbud Energi til Hinanden[6]

## Ekstern henvisning
- Kronprinsparrets Priser Arkiveret 25. september 2009 hos  Wayback Machine